# Främlingar på tåg
Främlingar på tåg (engelska: Strangers on a Train) är en amerikansk psykologisk thrillerfilm från 1951 i regi av Alfred Hitchcock. I huvudrollerna ses Farley Granger och Robert Walker och i framträdande biroller Ruth Roman, Leo G. Carroll, Kasey Rogers och Patricia Hitchcock (dotter till filmens regissör).
År 2021 valdes filmen ut för att bevaras i National Film Registry av USA:s kongressbibliotek då den anses vara ”kulturellt, historiskt eller estetiskt betydelsefull”.

## Handling
Den framstående tennisspelaren Guy Haines (Farley Granger) drömmer om en politisk karriär och har träffat Anne (Ruth Roman), dotter till en senator. Guy Haines vill skiljas från sin fru Miriam Haines (Kasey Rogers), men denna vill inte gå med på skilsmässa. På ett tåg möter han den charmige psykopaten Bruno Anthony (Robert Walker), som har en lysande idé. Om Bruno mördar Guys fru och Guy sedan mördar Brunos rike far, så skulle båda kunna få ett alibi för morden, vilket skulle försvåra för polisen att hitta mördarna. Bruno utför det första mordet och försöker sedan tvinga tennisspelaren att fullfölja det avtal, som han menar har ingåtts.

## Om filmen
Filmen är baserad på en roman med samma namn av Patricia Highsmith. Detektivromanförfattaren Raymond Chandler skrev ett tidigt utkast till manuset.
Alfred Hitchcock, som ofta själv medverkar i så kallade cameoroller i sina filmer, skymtar förbi i en kort scen cirka elva minuter in i filmen, där han bär ombord en kontrabas på ett tåg.

## Rollista i urval
- Farley Granger – Guy Haines
- Ruth Roman – Anne Morton
- Robert Walker – Bruno Anthony
- Leo G. Carroll – senator Morton
- Patricia Hitchcock – Barbara Morton, yngre syster till Anne Morton
- Kasey Rogers – Miriam Joyce Haines
- Marion Lorne – Mrs. Anthony
- Jonathan Hale – Mr. Anthony
- Howard St. John – poliskapten Turley
- John Brown – professor Collins
- Norma Varden – Mrs. Cunningham
- Robert Gist – Hennessey
- John Doucette – Hammond
- Georges Renavent – Monsieur Darville

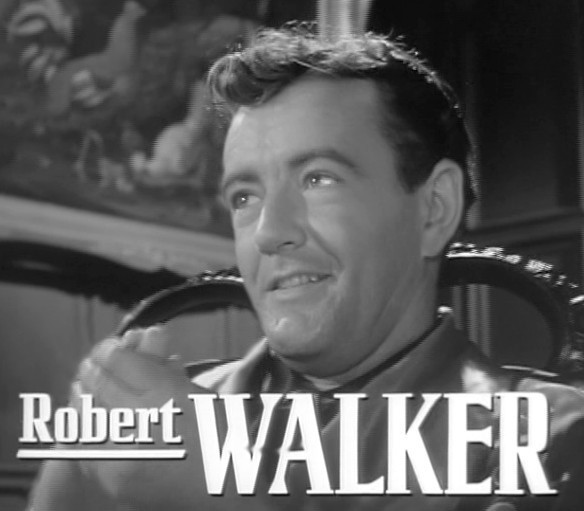
Robert Walker i rollen som Bruno Anthony.

- Odette Myrtil – Madame Darville